# Humphrey Gibbs

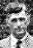
Gibbs (1948)

Sir Humphrey Vicary Gibbs (* 22. November 1902 in London; † 5. November 1990 in Harare) war der vorletzte Gouverneur der britischen Kolonie Südrhodesien und der letzte vor der einseitigen Unabhängigkeitserklärung Rhodesiens.

## Leben
Gibbs wurde am 22. November 1902 in London als dritter Sohn des Baron Hunsdon Herbert Gibbs geboren. Nach seiner Schulzeit im Eton College und seinem Studium im Trinity College (Cambridge) zog er 1928 nach Südrhodesien, wo er in der Nähe von Bulawayo eine Farm kaufte.
Nachdem er in der Landwirtschaftsverwaltung tätig war und an der Gründung der National Farmers Union beteiligt war, wurde er bei der Parlamentswahlen 1948, bei denen er für die United Party kandidierte, zum Mitglied der gesetzgebenden Versammlung gewählt, in der er den Wahlkreis Wankie repräsentierte.
Im Jahr 1959 wurde Gibbs von der Königin Elisabeth II. zum Gouverneur von Südrhodesien ernannt.
Die einseitige Unabhängigkeitserklärung der Regierung Rhodesiens unter Premierminister Ian Smith (UDI) im November 1965 brachte Gibbs in eine schwierige Situation. Einerseits war er Rhodesien gegenüber sehr loyal und ein enger Freund von Ian Smith, andererseits war er aber seinem Amt als Vertreter der Königin ebenso loyal. Obwohl Gibbs nachvollziehen konnte, warum die Regierung sich für Unabhängig erklärt hatte, entschied er, sich auf die Seite der britischen Regierung zu stellen. Als diese Gibbs befahl, Smith und sein Kabinett aus dem Amt zu entlassen, kam er dem ohne zu zögern nach. Er erklärte, dass die rhodesische Regierung mit der Unabhängigkeitserklärung einen Verrat begangen habe. Smith und seine Minister ignorierten die Entlassung jedoch einfach und rieten Gibbs, dass er angesichts der neuen Verfassung keine Exekutivbefugnisse mehr in Rhodesien hat und daher seine Befugnis, sie zu entlassen, nicht mehr bestand.
Am selben Tag gingen mehrere hochrangige Offiziere der rhodesischen Armee zu Gibbs, gaben ihm eine Loyalitätserklärung ab und baten ihn, einen Haftbefehl zu erlassen, damit sie Smith und Clifford Dupont verhaften konnten. Gibbs wusste jedoch, dass der Großteil der Armee fest hinter Smiths Regierung stand und dass ein solcher Schritt zu einem Staatsstreich führen würde.
Gibbs kündigte an, dass er trotz der Unabhängigkeitserklärung nicht die Absicht habe, sein Amt niederzulegen oder Rhodesien zu verlassen, und dass er daher als einziger gesetzlicher Vertreter von Königin Elisabeth II. im Regierungshaus in Salisbury bleiben werde. Mit wenigen Ausnahmen erkannte die internationale Gemeinschaft ihn weiterhin als einzigen legitimen Vertreter der Königin an – und daher war die Kolonie Südrhodesien die einzige rechtmäßige Autorität in dem, was London unterhielt. Als Antwort erklärte Smith, dass das Regierungshaus nur „vorübergehend“ von Gibbs „in persönlicher Eigenschaft“ besetzt sei und von Dupont besetzt werde, sobald es verfügbar sei. Diese Aktion führte zu vier Jahren Belästigung und Bedrängnissen durch die Regierung von Rhodesien, was dazu führte, dass Gibbs und seine Frau praktisch Gefangene im Regierungsgebäude waren, indem man ihm sein Telefon, seinen Strom und sein Wasser abschaltete.
1967, am zweiten Jahrestag der Unabhängigkeit, erklärte Gibbs, dass sein Gästebuch allen offen stehen würde, die der Königin ihre Loyalität zeigen wollten, während der neue „Officer Administering the Government“ Clifford Dupont daraufhin bekannt gab, das Gästebuch in seinem Büro würde allen offen stehen, die ihre Unterstützung für UDI zeigten.
Nach einer Volksabstimmung im Juni 1969, in der Rhodesien zur Republik wurde, trat er zurück. Ab 1970 lebte er auf seiner Farm, 1983 zog er nach Harare (Salisbury), wo er 1990 starb.
| Personendaten    | Personendaten                                                       |
| ---------------- | ------------------------------------------------------------------- |
| NAME             | Gibbs, Humphrey                                                     |
| ALTERNATIVNAMEN  | Gibbs, Humphrey Vicary                                              |
| KURZBESCHREIBUNG | simbabnischer Generalgouverneur der britischen Kolonie Südrhodesien |
| GEBURTSDATUM     | 22. November 1902                                                   |
| GEBURTSORT       | London                                                              |
| STERBEDATUM      | 5. November 1990                                                    |
| STERBEORT        | Harare                                                              |